# Cephalonomia formiciformis
Cephalonomia formiciformis är en stekelart som beskrevs av John Obadiah Westwood 1833. Cephalonomia formiciformis ingår i släktet Cephalonomia, och familjen dvärggaddsteklar. Enligt den finländska rödlistan är arten nära hotad i Finland. Arten är reproducerande i Sverige. Artens livsmiljö är skogar.